# Madeline Fontaine
Madeline Fontaine é uma figurinista francesa. É reconhecida por seus inúmeros trabalhos no cinema, principalmente em Jackie, pelo qual venceu o Critics' Choice Movie Awards de 2016.